# كأس فرانز بيكنباور
كأس فرانز بيكنباور Franz Beckenbauer Cup هي مباراة كرة قدم ودية سنوية سميت على شرف لاعب المنتخب الالماني السابق فرانز بيكنباور. ينظمه نادي بايرن ميونيخ قبل بداية الموسم ويلعب بين المضيفين وفريق ضيف على ملعب أليانز أرينا. جاءت فكرة البطولة من مشاركة بايرن ميونيخ في كأس جوان غامبر 2006.  بايرن ميونيخ لم يفز بالكأس ولا مرة.

## البطولات
في حالة التعادل، يتم تحديد الفائز على الفور بركلات الترجيح. لم يتم لعب وقت إضافي.
| السنة       | التاريخ                   | البطل                     | المركز الثاني             | نتيجة                     |
| ----------- | ------------------------- | ------------------------- | ------------------------- | ------------------------- |
| 2007        | 15 أغسطس                  | برشلونة                   | بايرن ميونيخ              | 1–0 ( ميسي 85 دقيقة)      |
| 2008        | 5 أغسطس                   | انترناسيونالي             | بايرن ميونيخ              | 1–0 ( مانشيني 52 دقيقة)   |
| 2009        | عقدت كأس أودي بدلا من ذلك | عقدت كأس أودي بدلا من ذلك | عقدت كأس أودي بدلا من ذلك | عقدت كأس أودي بدلا من ذلك |
| 2010        | 13 أغسطس                  | ريال مدريد                | بايرن ميونيخ              | 0–0 (4–2 p )              |
| في وقت لاحق | عقدت كأس أودي بدلا من ذلك | عقدت كأس أودي بدلا من ذلك | عقدت كأس أودي بدلا من ذلك | عقدت كأس أودي بدلا من ذلك |